# Santiago Yagallo
Santiago Yagallo es un pueblo que se encuentra en el municipio de San Juan Yaeé, en el estado de Oaxaca. El pueblo tiene aproximadamente 380 habitantes, de los cuales son 183 hombres y 197 mujeres. El dialecto es zapoteco y pocas personas saben hablar español, especialmente los jóvenes. La fe católica predomina en Santiago Yagallo.

## Significado
El nombre de Santiago es en honor al Santo que se encuentra en su iglesia. Y Yagallo se divide a su vez en dos partes; Ya que en zapoteco significa piedra y gallo se refiere al animal. Dicen las leyendas que existe una piedra enorme en lo más alto del pueblo, donde llegó un gallo a cantar cuando apenas se estaba poblando aquella montaña llena hermosos y frondosos árboles.Toda la información vertida en este documento carece de fundamentos se requiere de una investigación a antropológica por lo tanto no es una fuente confiable.

## Datos Generales
El número de viviendas habitadas es de 116. La mayoría de las casa están hechas de adobe, vigas y encima de éstas hay tejas. Aunque en la actualidad se encuentran ya algunas casas hechas de cemento debido a la influencia de los habitantes que deciden ir al Distrito Federal o en su caso a Oaxaca. La principal fuente de ingresos es el café, ya que allí mismo se siembra, cosecha, pisca y muele. El trabajo es muy duro porque se tiene que ir a sembrar en las fechas de julio y agosto, luego en noviembre toda la gente que sembró va junto con sus hijos a recoger el café, proceso conocido entre ellos como “pisca”. En marzo y abril se extiende en los pisos o azoteas de las casa con petate, allí reposan los granos para que se sequen. Cuando está completamente seco el café, es llevado al molino sino se cuenta con uno. 

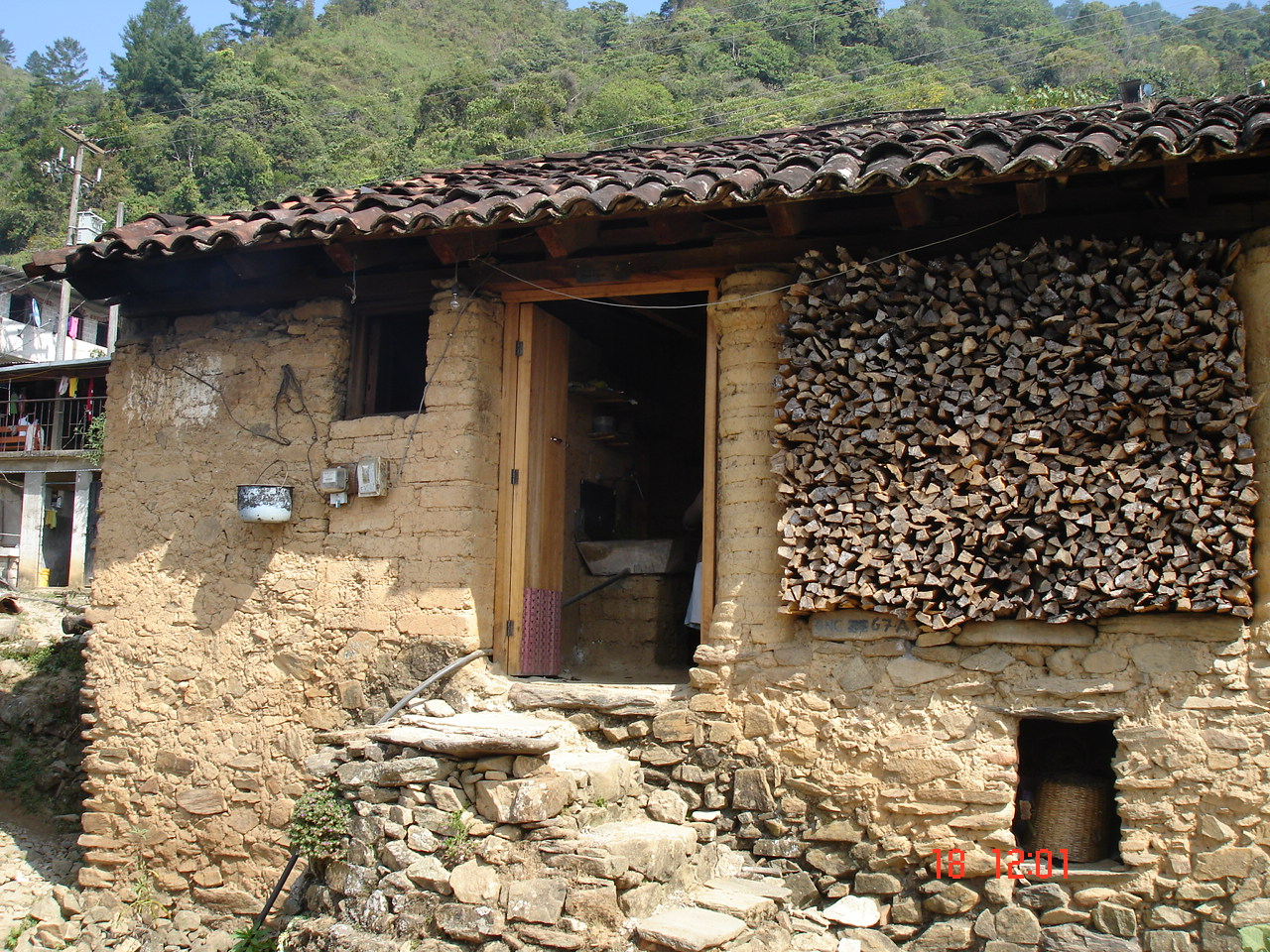
Casa ubicada en el centro del Pueblo

Su panteón se encuentra casi terminando el pueblo, en una pequeña montaña la cual se puede ver desde casi todos los puntos del pueblo. La costumbre que tienen es que después del fallecimiento se tiene que bañar al difunto y enseguida lo visten con su ropa blanca poniéndole encima un chal blanco, y su cuerpo lo ponen en una mesa hasta que se tenga lista la caja, ya que ese mismo día se informa a los amigos del muerto para que se pongan a hacer su ataúd. 
El difunto se vela toda la noche junto con el triste sonido de la banda de viento. Al siguiente día se entierra según la voluntad del muerto en un horario de 12 del día hasta las 4 de la tarde. Según la hora que haya dicho. En el camino hacia el panteón la gente del pueblo acompaña a los familiares, junto con las dos bandas de viento. Las cuales tienen el nombre de Independencia y Morelos. 
En las faldas de la montaña hay un río, el cual está a dos horas caminando. El camino por tramos son estrechas veredas y en otras partes hay un espacioso camino. Camino el cual está rodeado de sembradíos de maíz, café y caña.

## Días festivos
A lo largo del año se van llevando a cabo diferentes fiestas, la primera del año va en relación con la última, ya que desde el 18 de diciembre se festeja a la virgen de la Soledad, enseguida se celebra el 24 de diciembre donde se escoge desde un año anterior al mayordomo. El 31 de diciembre ocurre lo mismo. Y el 6 de enero se hace una danza (la cual se realiza desde el 18 de diciembre hasta el 6 de enero) en la cancha del pueblo, y se reparten dulces a los niños o se rompen piñatas. 

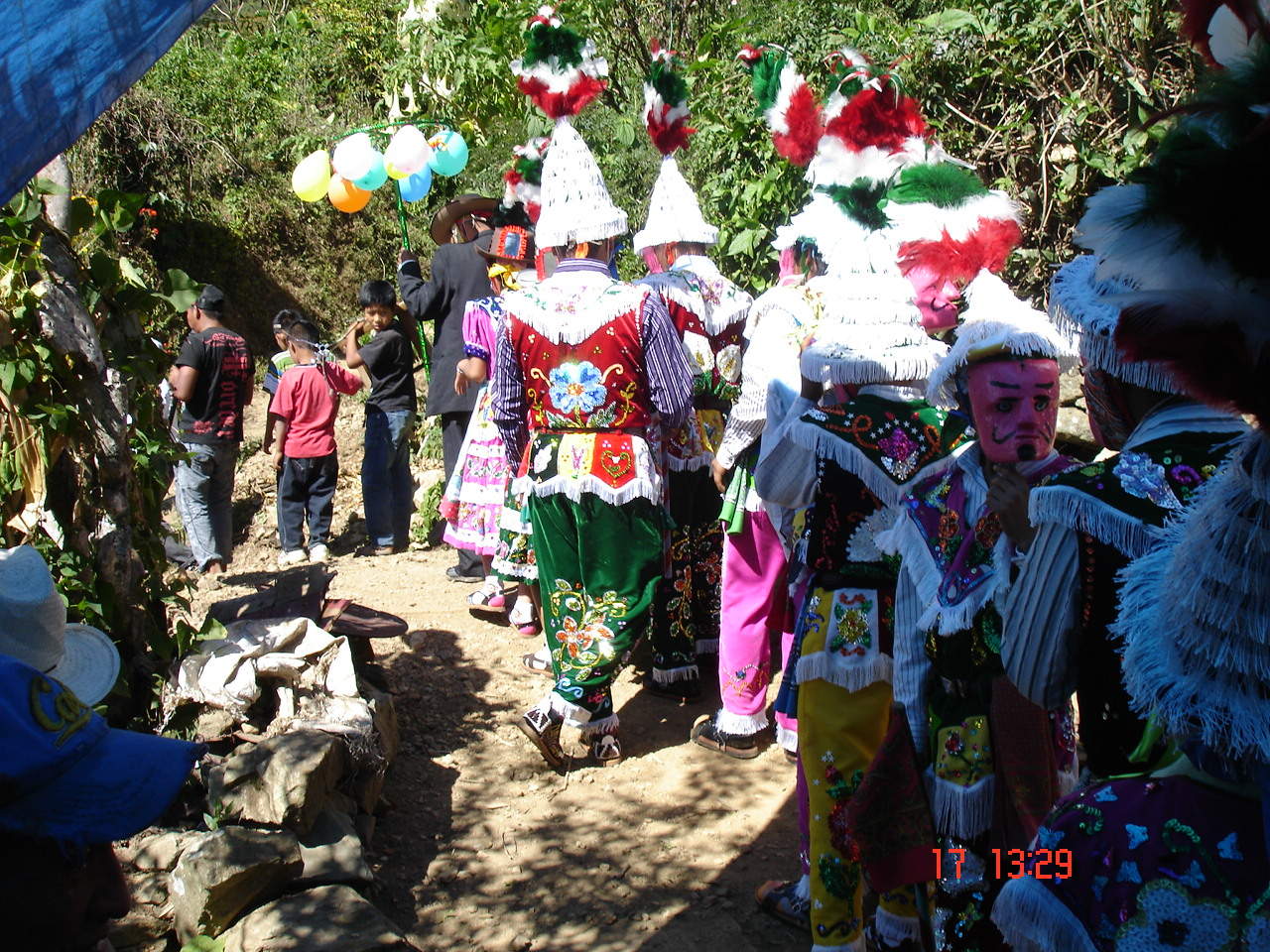
Rumbo a la Iglesia

Después de la fiesta del 6 de enero se aproxima la de abril que como en todo México se celebra la Semana Santa. Los habitantes también realizan la caminata de Jesucristo y sacan a la virgen de la Soledad, interpretando aquella época en que ella acompañó a su hijo. También se elige un mayordomo. 
La fiesta patronal es del 24 de julio al 28 de julio, la cual es la más grande por el número de días seguidos y por la gente de otros pueblos que asisten a ella. En esta fiesta no se escoge precisamente un mayordomo pero la tradición marca que todos o la mayoría deberán recibir en sus casas con comida o tepache a aquellos que provengan de otro pueblo a asistir a la fiesta, o en su caso dar posada. 
No dejando de lado las fiestas que se realizan en noviembre para días de muertos; en cada casa ponen un altar con toda esa comida que le gustaba al difunto. Del 1 al 3 las campanas suenan a todo resplandor, las 24 horas. 
Cabe mencionar que en la fiesta de diciembre (24 y 31) los mayordomos están obligados a dar comida a todo el que llegue a su casa y a la vez los invitados o en su caso gente foránea la costumbre es que lleven algo para ayudar al mayordomo, entre las cosas que más se acostumbran a llevar es frijol, piloncillo, cerveza, mezcal, agua ardiente, café, maíz y leña. Y la gente del mismo pueblo ayuda al mayordomo al quehacer. 

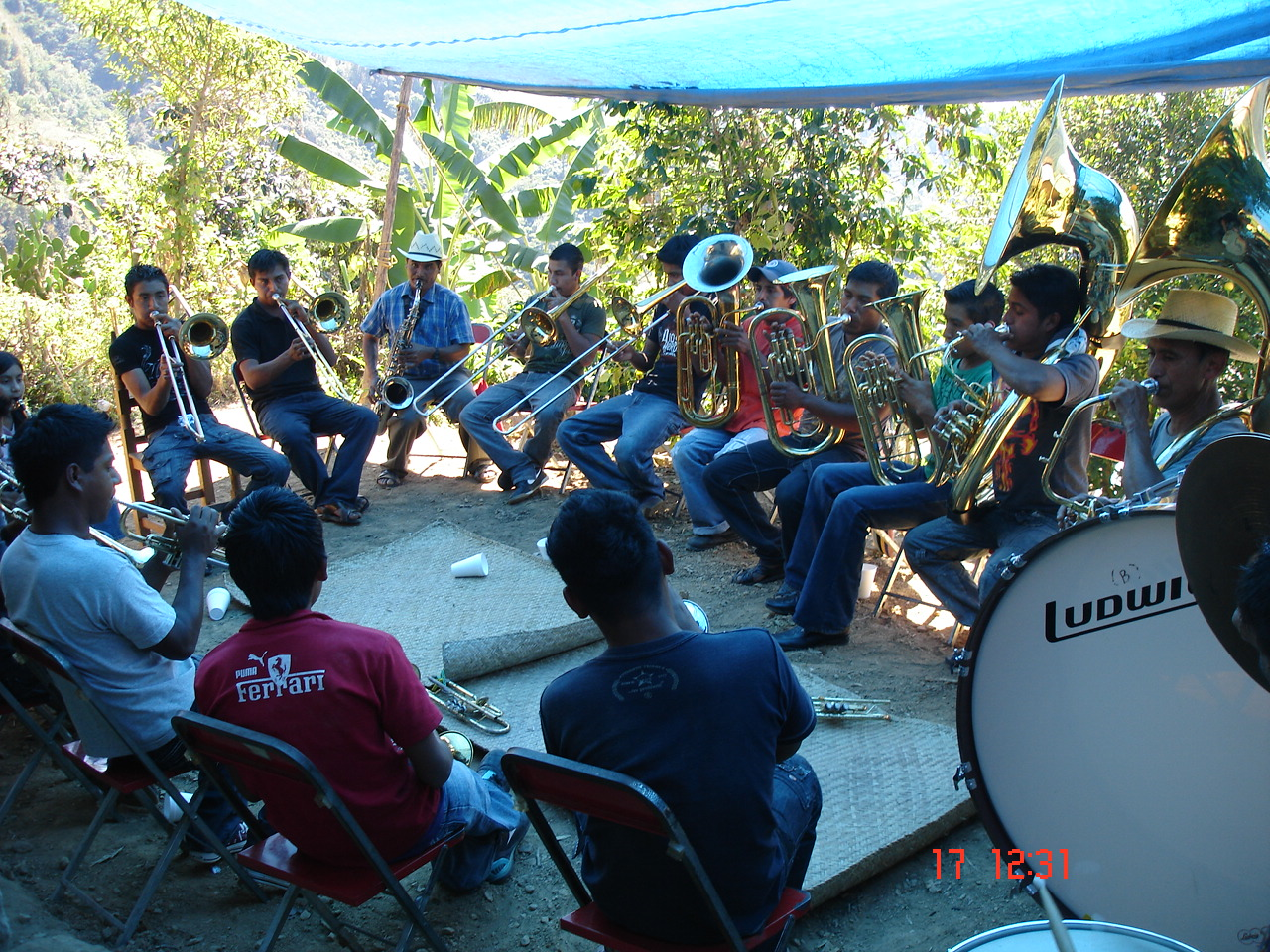
Fiesta del 18 de diciembre. Virgen de la Soledad